# 奥体中心駅 (鄭州市)
奥体中心駅（おうたいちゅうしんえき、中文表記: 奥体中心站、英文表記: Olympic Sports Center Station）は、中華人民共和国河南省鄭州市中原区にある鄭州地下鉄の駅。6号線と14号線が乗り入れている。2019年9月19日開業。

## 概要
長椿南路と博体路の交差点の地下にあり、鄭州奥林匹克体育中心の東側に位置する。

## 駅構造
駅は、地下2階にコンコース、地下3階に14号線のホームがあり、地下4階に6号線のホームが設置される予定。
| 地上階  | 出入口                       | B、F出入口                   |
| 地下1階 | 出入口                       | E出入口                      |
| 地下2階 | コンコース                   | サービスセンター、自動券売機 |
| 地下3階 | ■14号線                      | 鉄炉方面（市委党校）         |
| 地下3階 | 島式ホーム，左側のドアが開く |                              |
| 地下3階 | ■14号線                      | 降車専用                     |
| 地下4階 |                              | ■6号線ホーム（建設中）       |

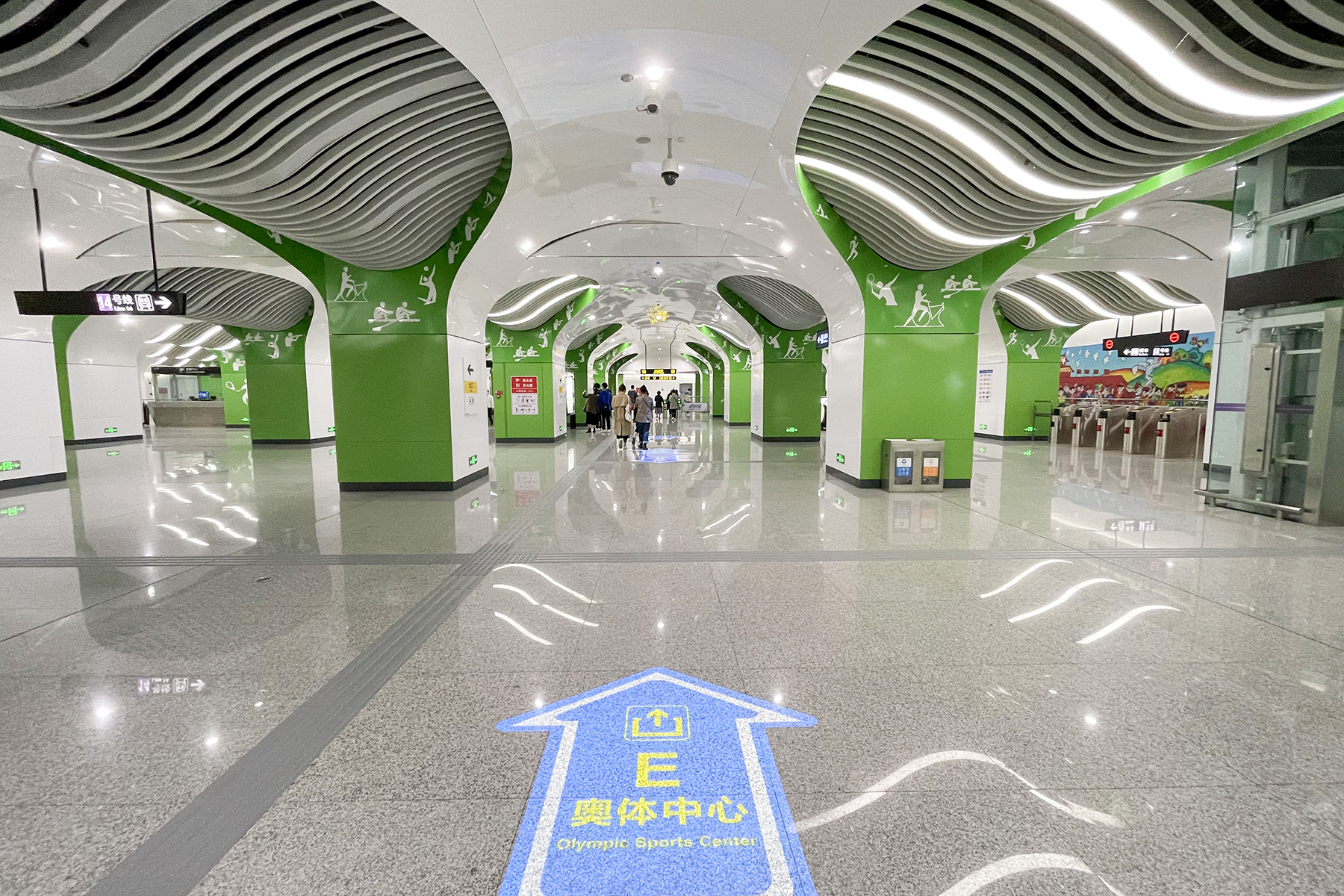
駅舎と地上での案内表示
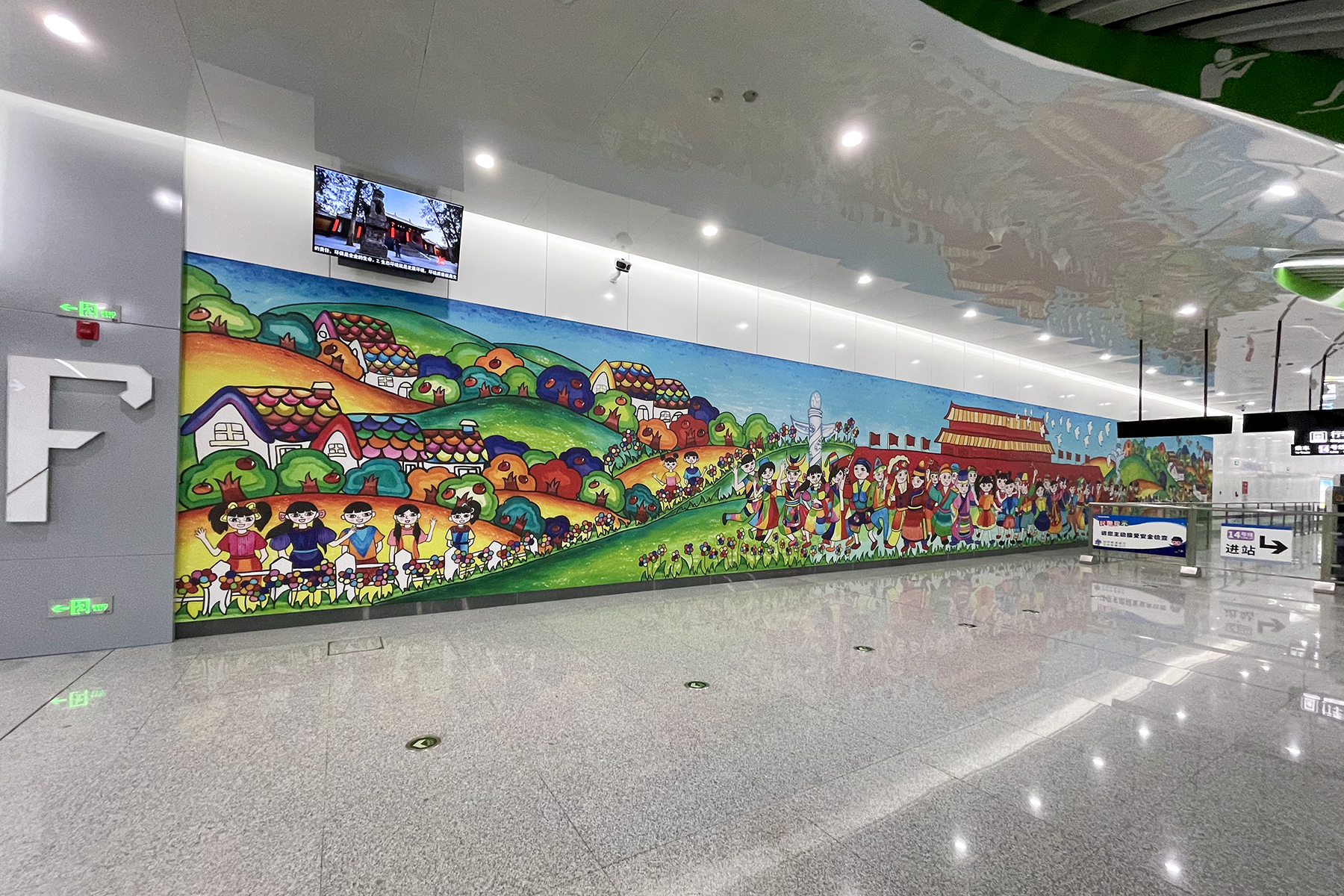
駅舎文化壁
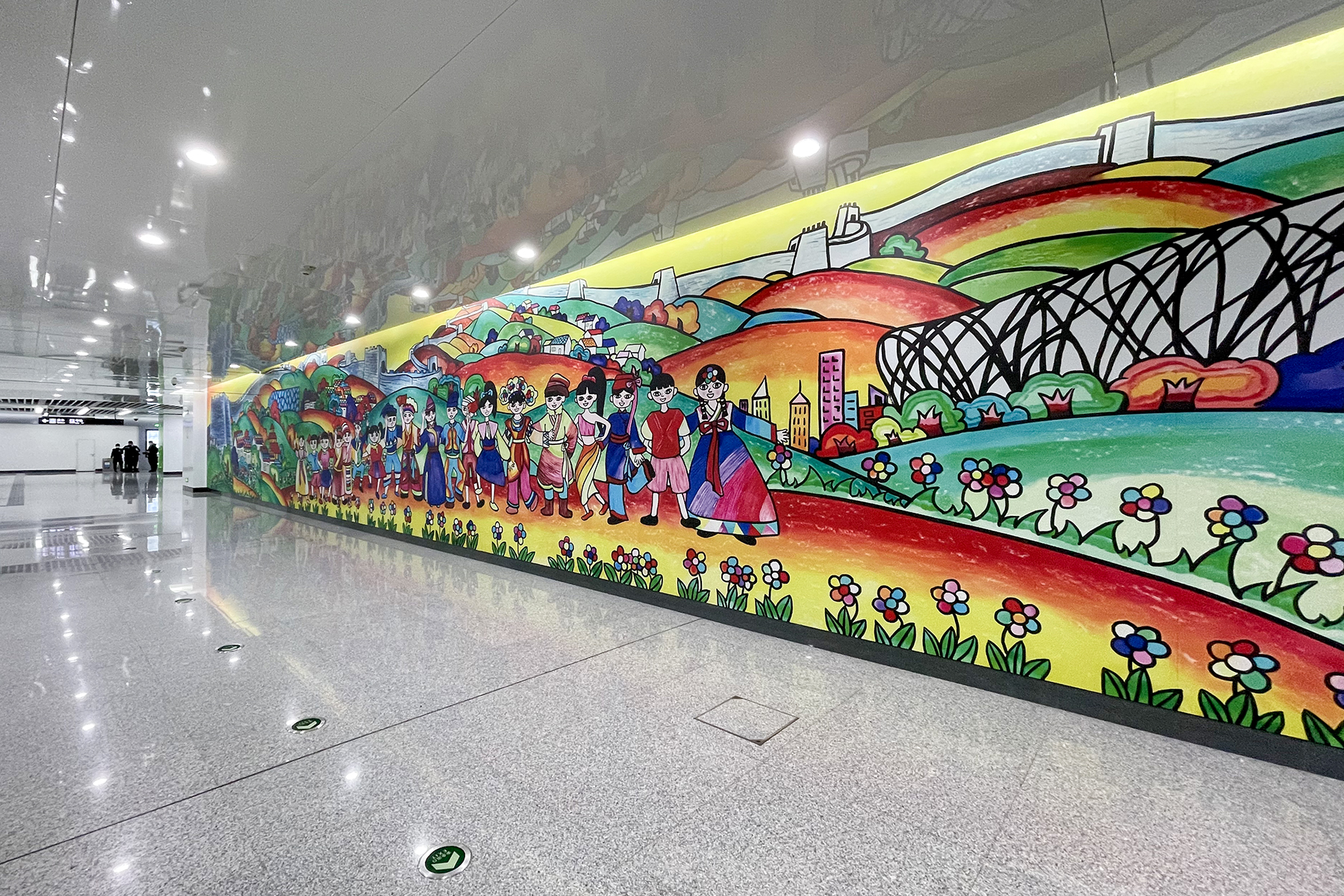
駅舎文化壁

### パプリックアート
駅舎の上部はオリーブの葉の形をしており、車の立っている柱にはスポーツの特徴を反映したスポーツ要素の図が印刷されている。駅舎には子供をテーマにした2つの文化壁があり、天安門広場と万里の長城を中心に、さまざまな民族の衣装を着て歌ったり、笑ったり、踊ったりする子供たちの絵を描く技法を用いている。

### 出入口

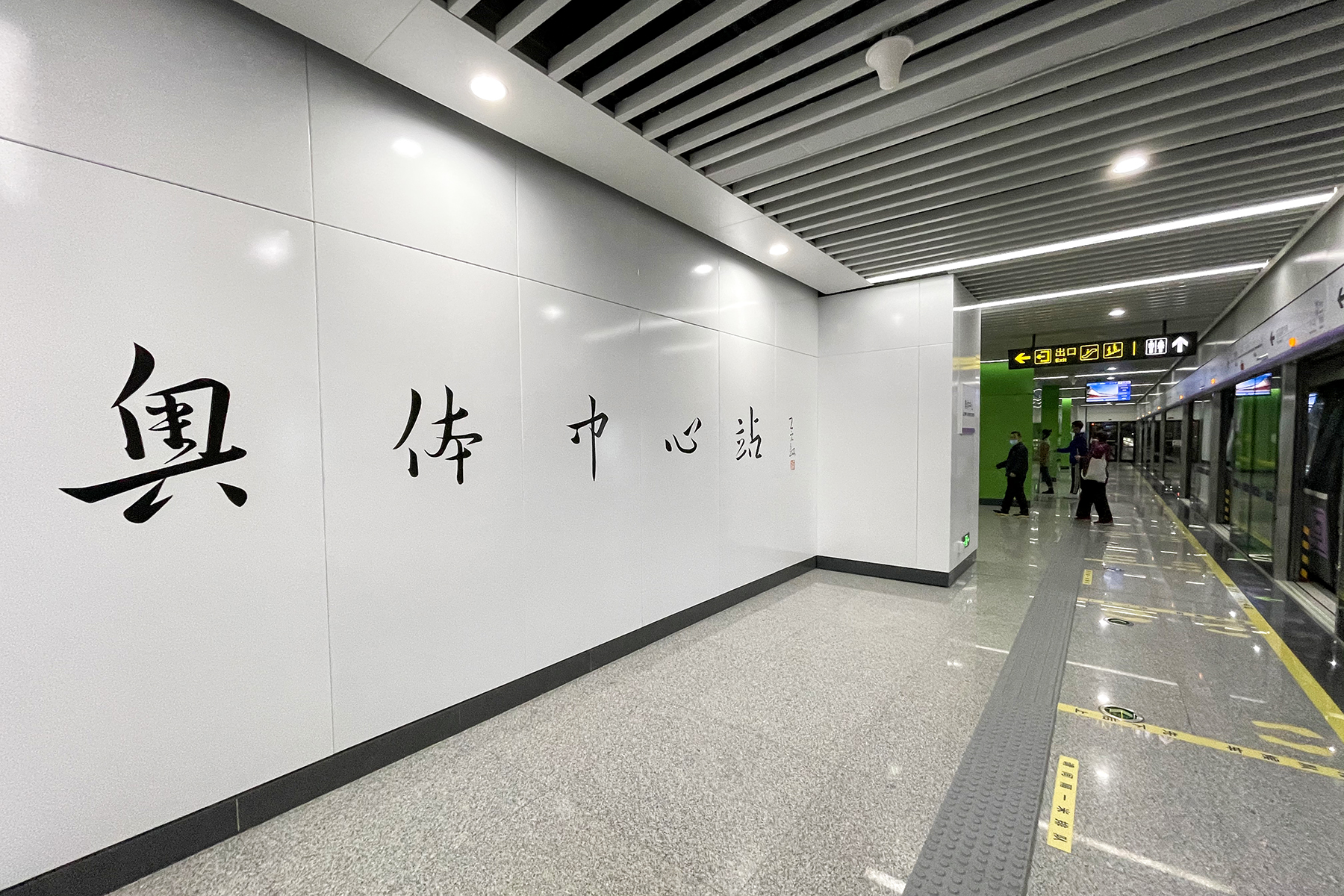
ホーム上の駅名標

3つの出入口がある。
| 番号                     | 場所         | 出口付近                                                 |
| ------------------------ | ------------ | -------------------------------------------------------- |
| 无框 · 无框              | 長椿路（西） | 鄭州植物園、鄭州市国防科技学校、鄭州児童福利院           |
| 无框                     | 下沈広場     | 鄭州オリンピックスポーツセンター（鄭州奥林匹克体育中心） |
| 无框 · 无框 · 无框       | 長椿路（東） | 文博芸術中心                                             |
| 表注：エレベータートイレ |              |                                                          |

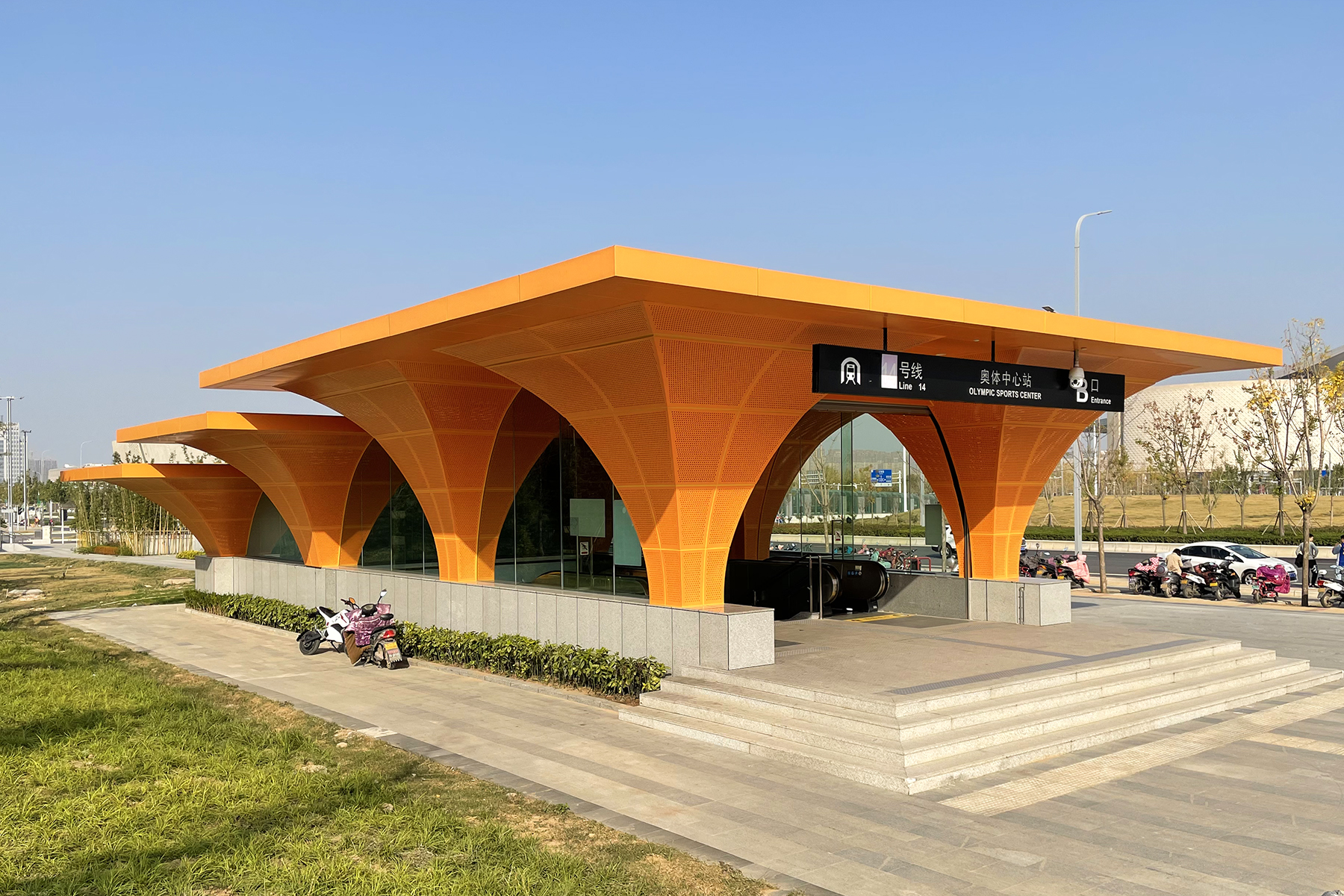
B入口
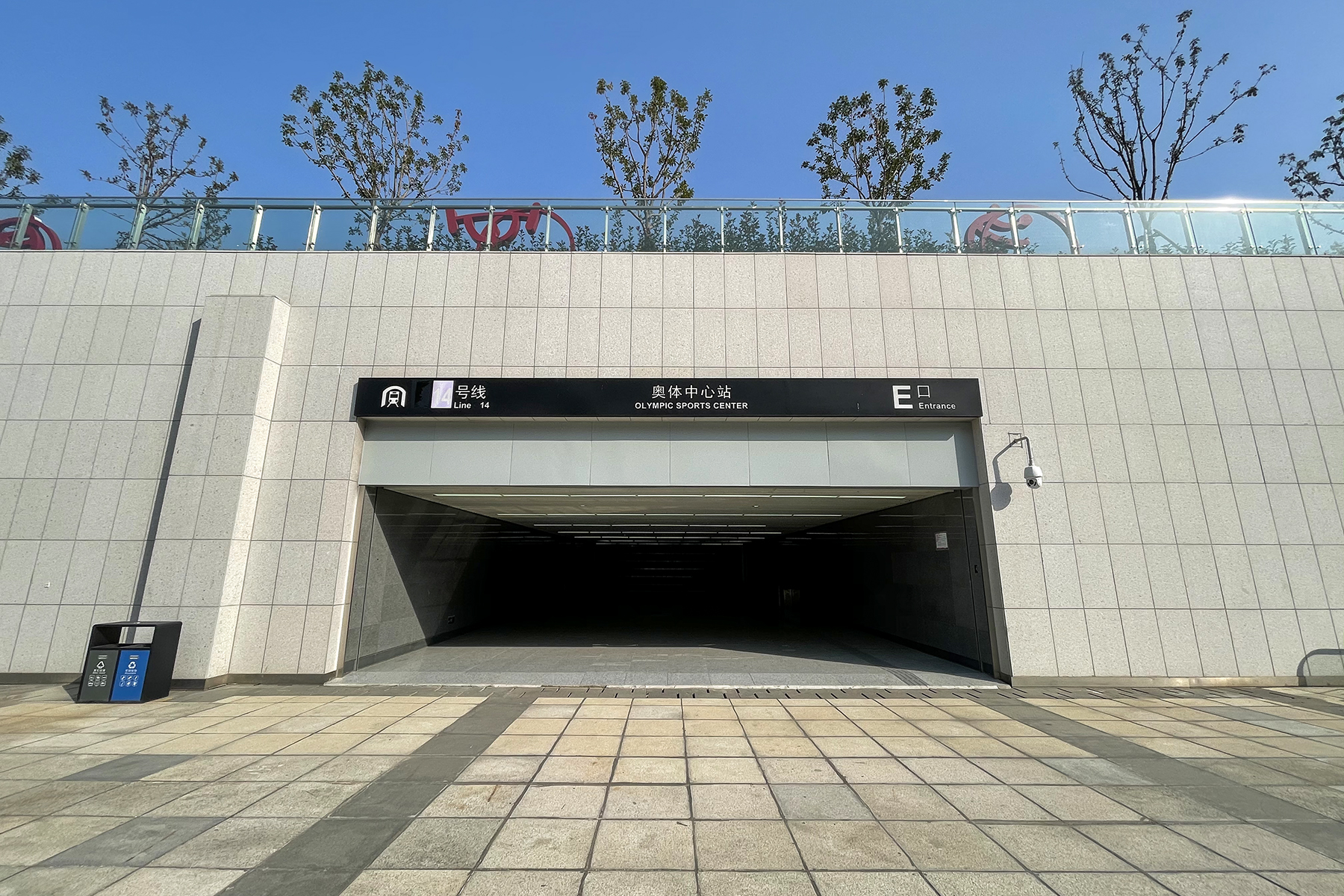
オリンピックスポーツセンターにつながるE入口

## 路線バス
| 路線番号 | 運営会社 | 運行区間                   | 備考                     |
| -------- | -------- | -------------------------- | ------------------------ |
| S180     | 鄭州公交 | 凱旋路公交站－玉祥路金田路 | 「長椿路博体路站」に停車 |

## 沿革
2019年9月19日、14号線が開通  。
2020年1月28日から14号線の営業を一時中止し、同年11月4日に再度営業を開始した

## 隣の駅
■6号線(建設中)
奥体中心西駅 - 奥体中心駅 - 常荘駅
■14号線
市委党校駅 - 奥体中心駅 - 蓮湖駅